# Kiek in de Kök
Kiek En de Kök (Bajo alemán: «Mira en la cocina») es un antiguo seudónimo en bajo alemán con el que se denominaba a las torres que formaban parte de las fortificaciones de una ciudad. Se les apodaron así porque desde ellas era literalmente posible mirar en el interior de las cocinas de las casas cercanas. Debido a la historia de la liga hanseática y la orden teutónica, también torres más allá de las fronteras de la Alemania moderna adquirieron este nombre, como por ejemplo las torres de Gdansk y Tallin.
El Kiek de Köks incluir:
- Kiek in de Kök, Tallin;
- Kiek in de Kök, Gdansk;
- Kiek in de Köken, Magdeburgo.

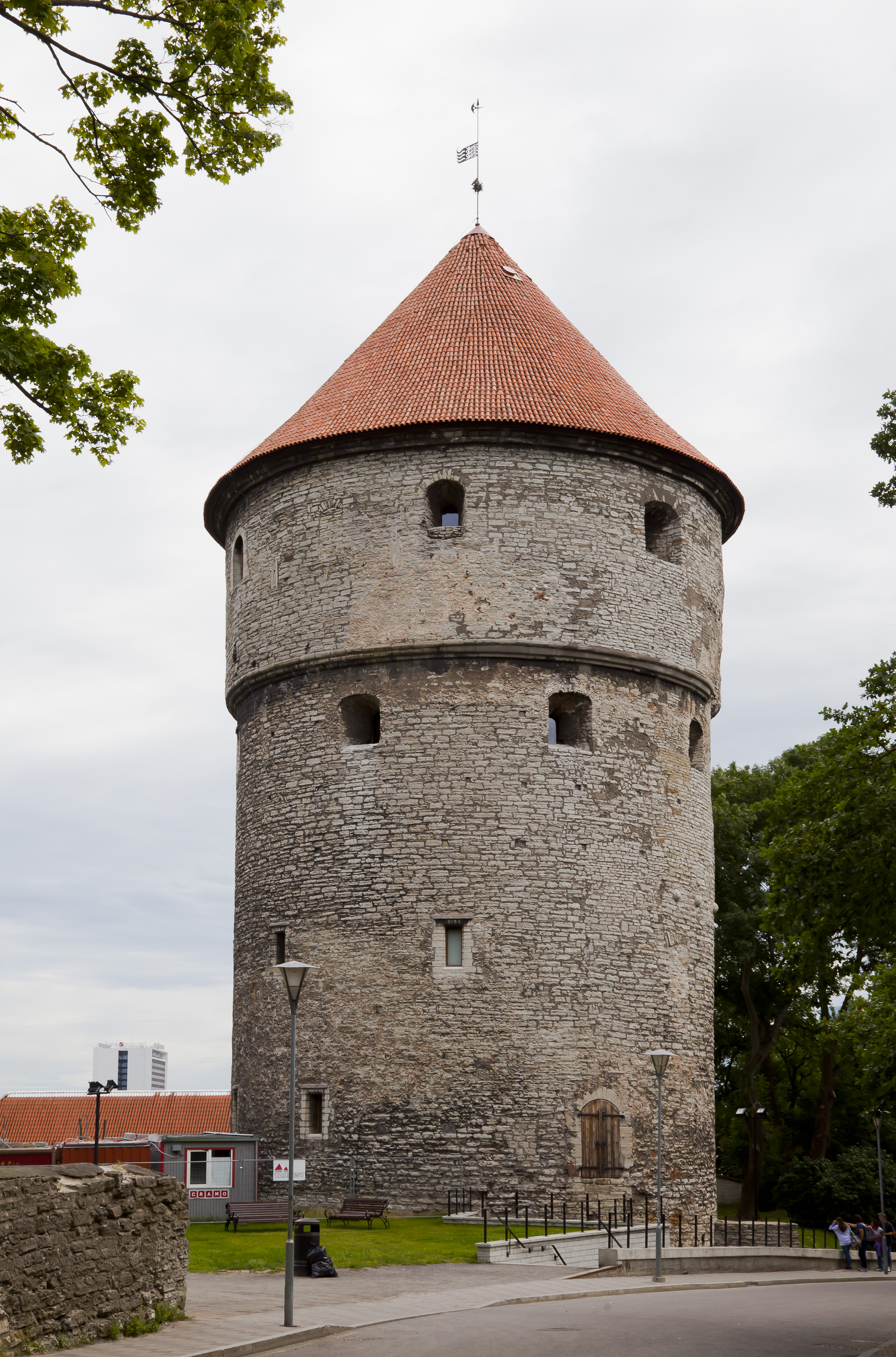
En Tallin, Estonia.
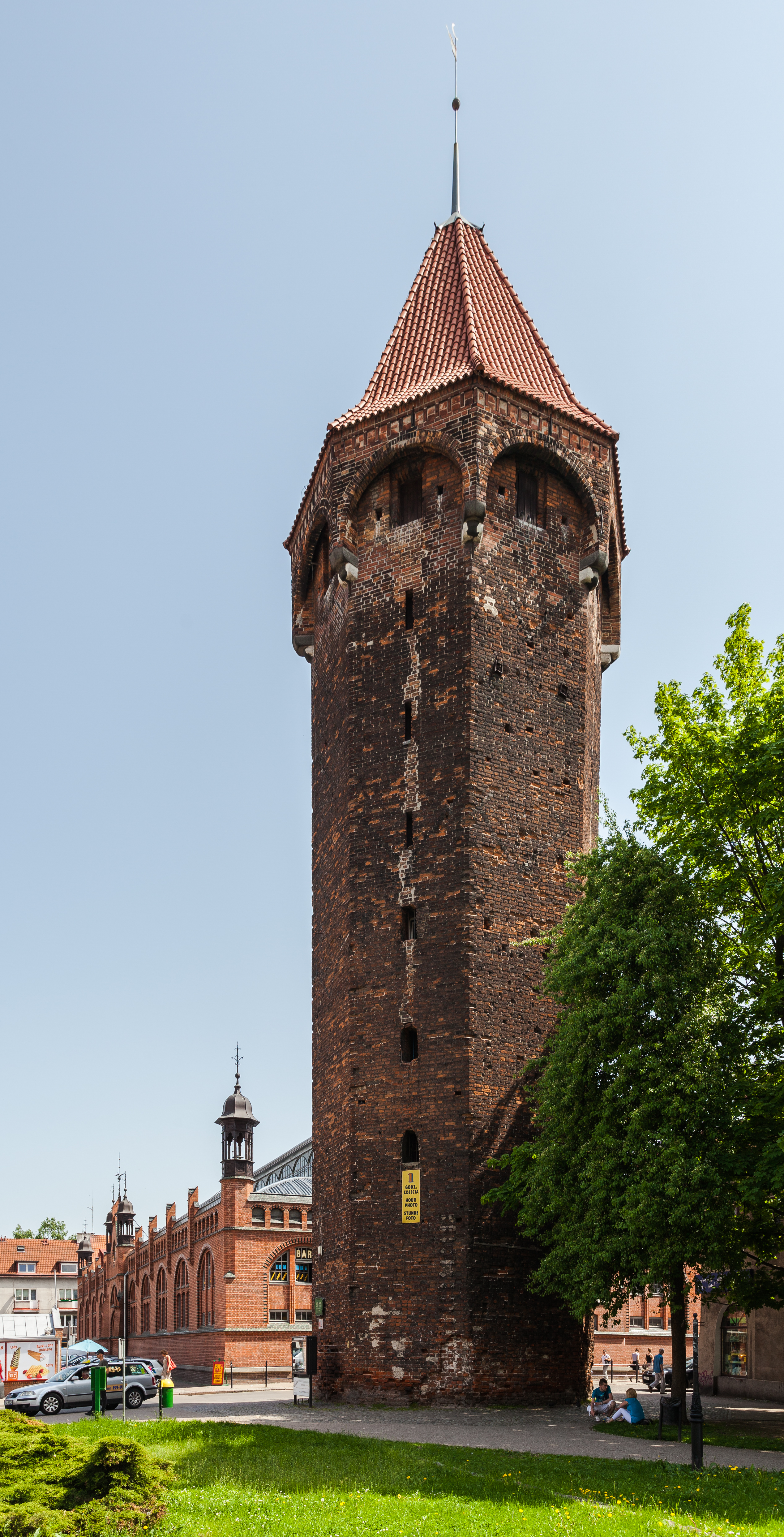
En Gdansk, Polonia.
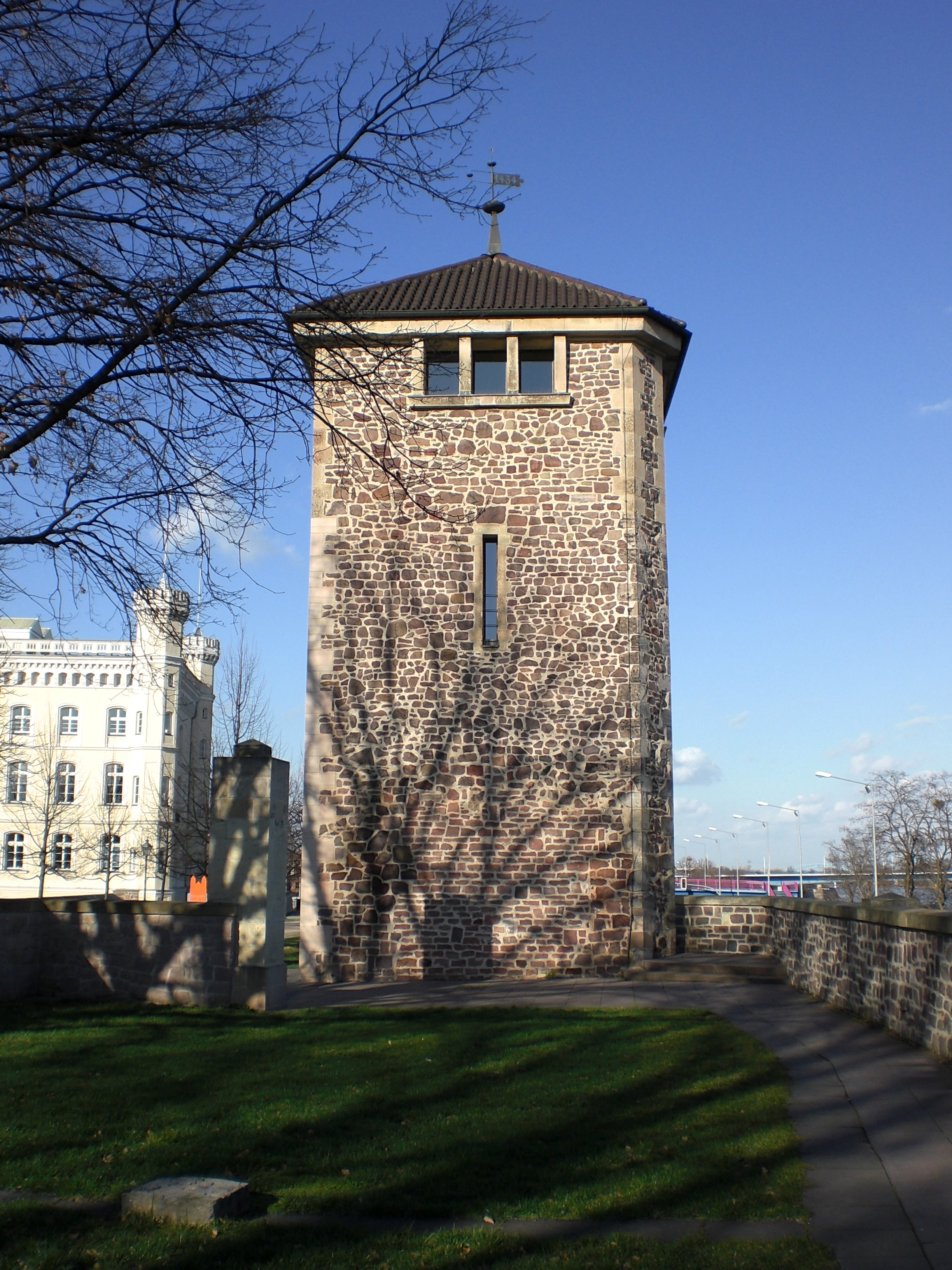
En Magdeburgo, Alemania.

- Datos: Q15397044